# Makrokonidium

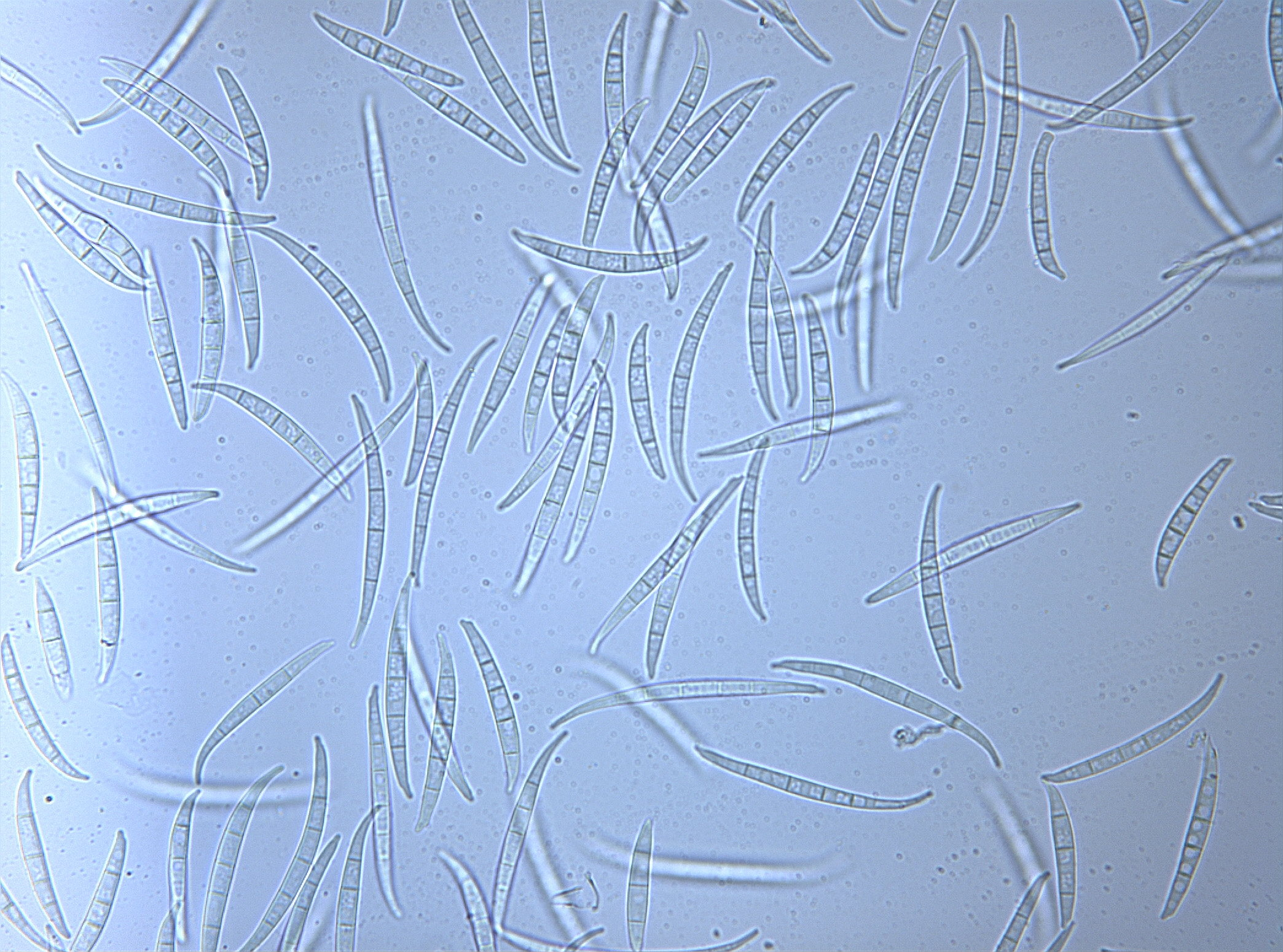
Makrokonidia Fusarium avenaceum

Makrokonidium (l.mn. makrokonidia) – rodzaj konidium, czyli powstającego bezpłciowo zarodnika grzybów. Niektóre grzyby, np. w obrębie rodzaju Fusarium wytwarzają dwa rodzaje konidiów, różniące się wielkością i budową: większe  makrokonidia i mniejsze  mikrokonidia. Makrokonidia są kilkukomórkowe i mogą powstawać zarówno w grzybni powietrznej, jak i w sporodochiach.
Makrokonidia zazwyczaj są łukowato lub sierpowato wygięte. Występują u większości gatunków Fusarium. Występowanie makrokonidiów, ich wielkość oraz budowa są ważną cechą przy oznaczaniu niektórych gatunków. Pod uwagę bierze się długość i kształt komórek na ich szczytach (komórek apikalnych), grubość ściany komórkowej, liczbę przegród i ich wyrazistość, oraz czy jest ona stała, czy zróżnicowana.